# 国道410号

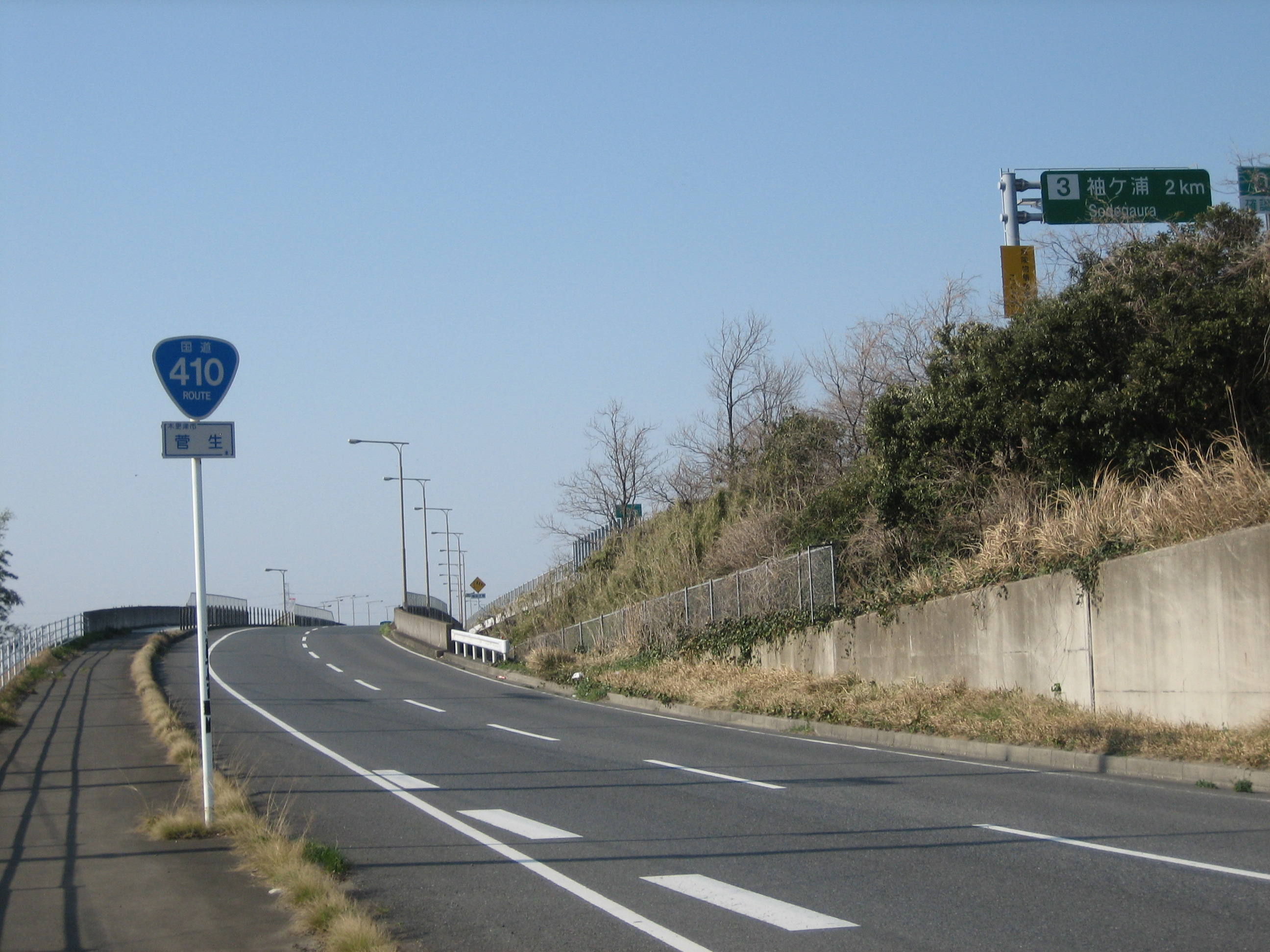
国道410号・木更津市菅生

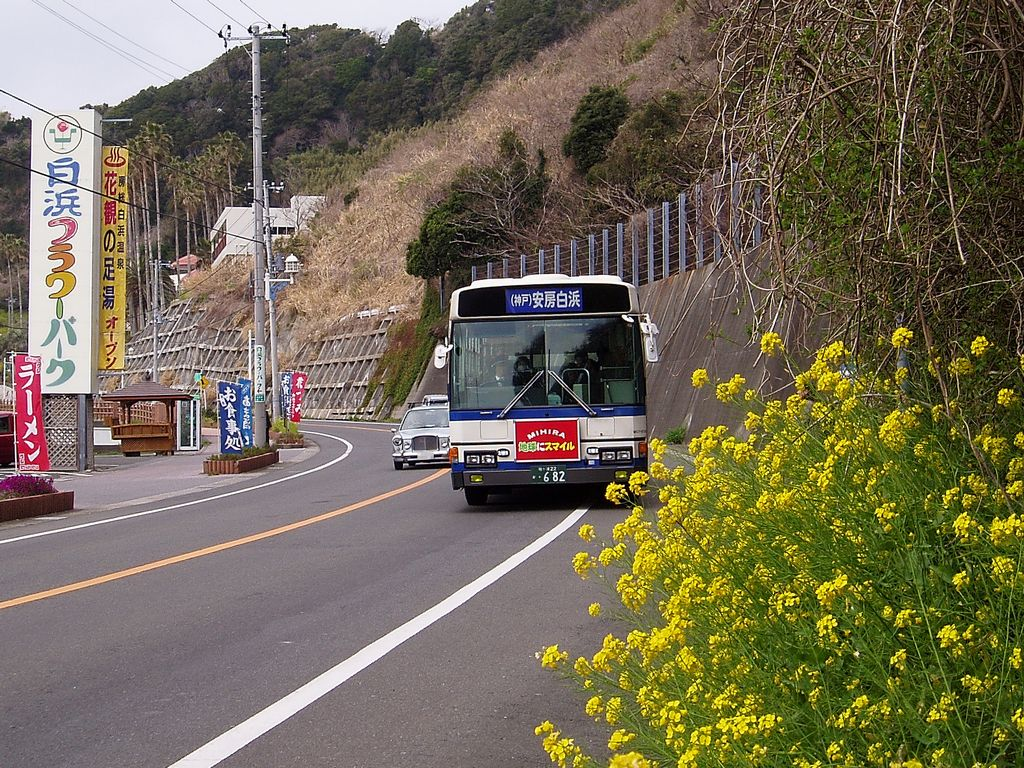
白浜フラワーパーク付近

国道410号（こくどう410ごう）は、千葉県館山市から木更津市に至る一般国道である。

## 概要
館山市街地から房総半島の南端を海岸に沿って周回し、半島の中央の丘陵地帯を南北に縦断して木更津市街地に至る路線。房総半島の背骨の道とも称され、海岸沿いから山間部を縦貫する。山間部の一部では、道が狭く、沿線住民の生活道路および林業者の通勤道路として機能している。また、君津市久留里 - 木更津間は、ほぼJR東日本久留里線と道路が並行し、館山自動車道や首都圏中央連絡自動車道および、東京湾アクアライン連絡道など千葉県の主要高速道路にアクセスする重要な幹線道路となっていて、袖ケ浦IC・木更津北IC・木更津東ICで相互に結ばれる。

### 路線データ
一般国道の路線を指定する政令に基づく起終点および重要な経過地は次のとおり。
- 起点：館山市（北条交差点 = 国道128号交点・南総文化ホール前交差点 = 国道127号、国道128号交点）
- 終点：木更津市（16号長須賀交差点 = 国道16号交点）
- 主な経由地：千葉県安房郡白浜町[注釈 2]、同郡丸山町[注釈 2]、君津市（大坂）、袖ケ浦市（横田）
- 総延長 : 133.6 km（重用延長を含む。）[2][注釈 3]
- 重用延長 : 14.8 km[2][注釈 3]
- 未供用延長 : なし[2][注釈 3]
- 実延長 : 118.8 km[2][注釈 3]
  - 現道 : 97.2 km[2][注釈 3]
  - 旧道 : 9.3 km[2][注釈 3]
  - 新道 : 12.3 km[2][注釈 3]
- 指定区間：なし[3]

## 歴史
1981年（昭和56年）4月30日政令第153号により、1982年（昭和57年）4月1日付で一般国道410号（千葉県館山市 - 千葉県木更津市）が制定施行された。

### 年表
- 1982年（昭和57年）4月1日 - 一般国道410号指定。
- 2010年（平成22年）4月1日 - 安房地域広域農道南部線の終点と接続された（南房総市内で）。
- 2015年（平成27年）12月23日 - 松丘隧道でモルタルが落下。負傷者はいなかった。なお、2013年（平成25年）にも600 m離れた「大戸見トンネル」でもモルタルが剥がれ落ちていた。

## 路線状況

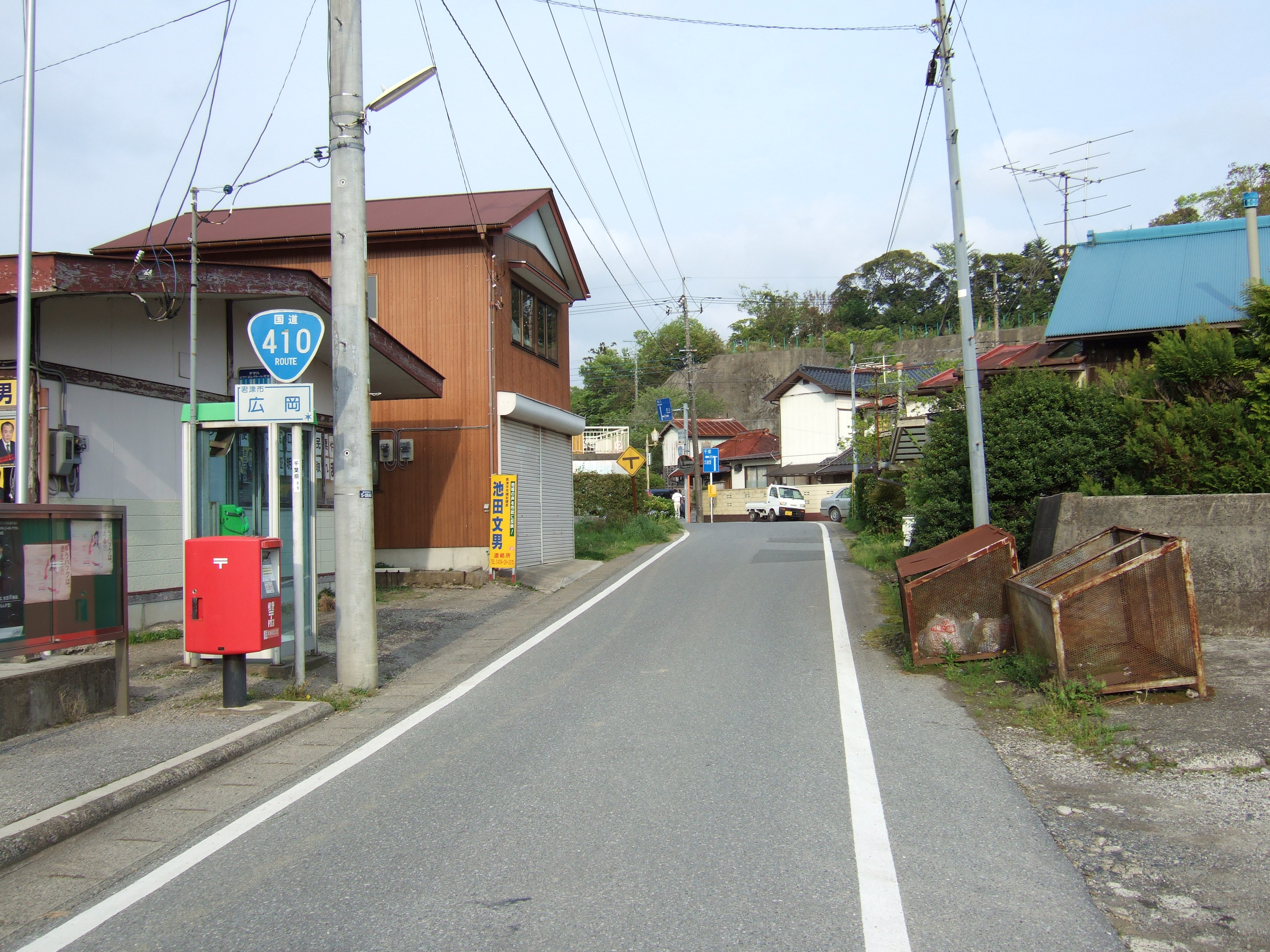
国道410号・千葉県君津市広岡（2006年4月）

房総半島を縦貫して、海やお花畑の観光地にもなっている南房総を目指すドライバーの抜け道によく利用されている。
房総半島の山間部は、かつてすれ違えないほど狭い未改良の道が続き、俗にいう酷道のひとつにも数えられてきたが、現在多くの区間が2車線に拡幅改良されていて、君津市広岡から大戸見にかけて一部狭隘な区間を3 キロメートル強ほど残すだけである。広岡の松丘集落から久留里街道まで続く狭隘区間については、松丘から南東へ向かい大戸見の久留里街道へと接続する元来指定されてきた国道465号と重用するルートと、松丘集落より北へ向かい上総松丘駅前を通過して踏切を渡り、久留里街道まで近道で接続する国道410号単独のルートの二通りのルートに分かれる。特に前者は、1902年（明治35年）開通で日本で2番目に古い現役素掘りトンネルである四町作第一隧道を通る大型車が通行できない細道で、久留里街道から分岐して松丘集落方面に進入するところは、鋭角ターンとなるようなルートをたどっており、国道を示す案内標識も設置されていない。四町作第一隧道の西側で国道410号現道（久留里街道）とJR東日本久留里線を、房総丘陵の自然地形の尾根でひとまたぎする。
JR東日本久留里線 久留里駅の西側に酷道区間になっている広岡を迂回するバイパス道路を整備中で、千葉県道145号長浦上総線との交差点から南側は、国道バイパスの孤立区間になっている（2018年現在）。久留里から木更津にかけて、久留里街道と房総横断道路の一部を踏襲しており、首都圏中央連絡自動車道や東京湾アクアライン連絡道に伴う国道410号のバイパス道路が整備され快走路になっている。

### 別名
- 久留里街道
- 房総フラワーライン

### バイパス
- 久留里馬来田バイパス（千葉県君津市広岡 - 千葉県袖ケ浦市高谷）（全線供用済）
- 安馬谷バイパス（千葉県南房総市丸本郷 市場交差点付近 - 千葉県南房総市加茂 国道128号）
  - 総延長約2.4 km （全線供用済）
- 北条バイパス（千葉県館山市北条 国道128号 - 千葉県館山市上真倉）
  - 総延長約2.3 km （全線供用済）

### 重複区間
- 国道465号（君津市宿原 - 君津市大戸見）
- 国道409号（袖ヶ浦市高谷・高谷交差点 - 木更津市・16号長須賀交差点（終点））

### 道路施設

#### 橋梁
- 潮留橋（汐入川、千葉県館山市）
- 長尾橋（長尾川、千葉県南房総市）
- 七島橋（長尾川、千葉県南房総市）
- 千倉橋（川尻川、千葉県南房総市）
- 古川橋（丸山川、千葉県南房総市）
- 宮川橋（丸山川、千葉県南房総市）
- 牛頭橋（加茂川、千葉県鴨川市）
- 中川橋（小櫃川、千葉県袖ヶ浦市）

#### トンネル

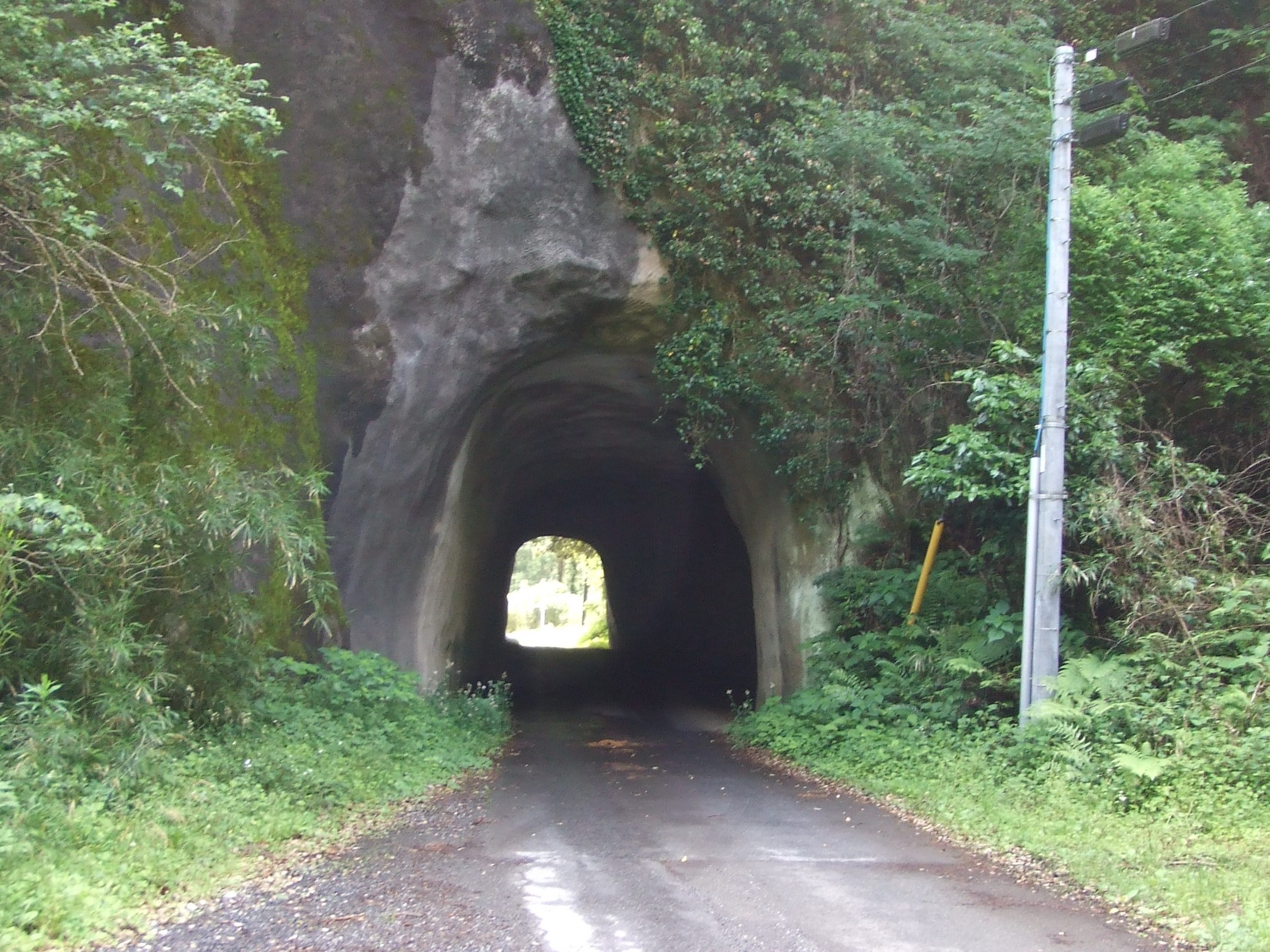
四町作第一隧道（2012年6月）

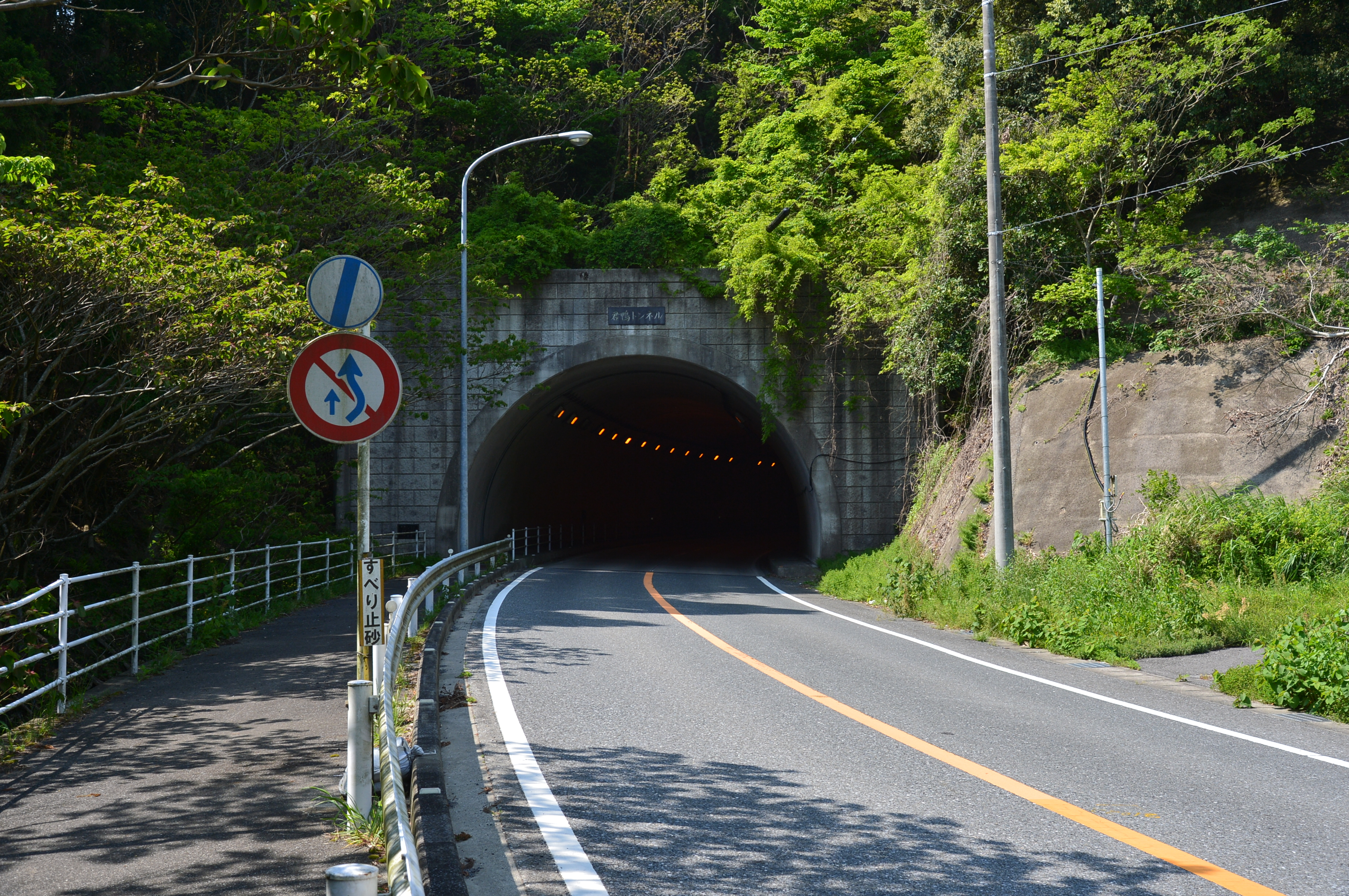
君鴨トンネルの鴨川市側の坑口（2016年5月）

トンネルは狭隘で危険なものが多く、改良工事が行われている区間もある。
- 四町作第一隧道（千葉県君津市）
君津市大戸見にあり、広岡集落の商店街から1.5 kmほど南に位置する、開通は1902年（明治35年）で、現在通行できる日本の国道のトンネルの中で、国道143号の明通トンネルに次いで二番目に古い[7]。全長52 m、幅4 m、高さ4.2 mの素掘りトンネルで、坑門や扁額は設置されておらずトンネル内部はモルタル吹きつけしている[4]。2013年（平成25年）2月に、同じ国道410号君津市大戸見地先の大戸見隧道内でのモルタルの剥落を受け、千葉県において緊急点検が実施された[8]。
- 君鴨トンネル（千葉県鴨川市 - 千葉県君津市）
- 川谷トンネル（千葉県南房総市）
- 三島トンネル（君鴨トンネル旧道・鴨川市 - 君津市）現在封鎖により通行不可能
- 大岩トンネル（千葉県君津市）国道465号重複区間
- 新豊英トンネル（千葉県君津市）

#### 道の駅
- 白浜野島崎（南房総市）
- ちくら・潮風王国（南房総市）
- 木更津 うまくたの里（木更津市）

### 道路拡幅事業
- 入宇田工区（千葉県鴨川市宮山 - 千葉県南房総市大井）
- 川谷工区（千葉県南房総市川谷 - 同市大井）
- 宮下工区（千葉県南房総市宮下）

## 地理

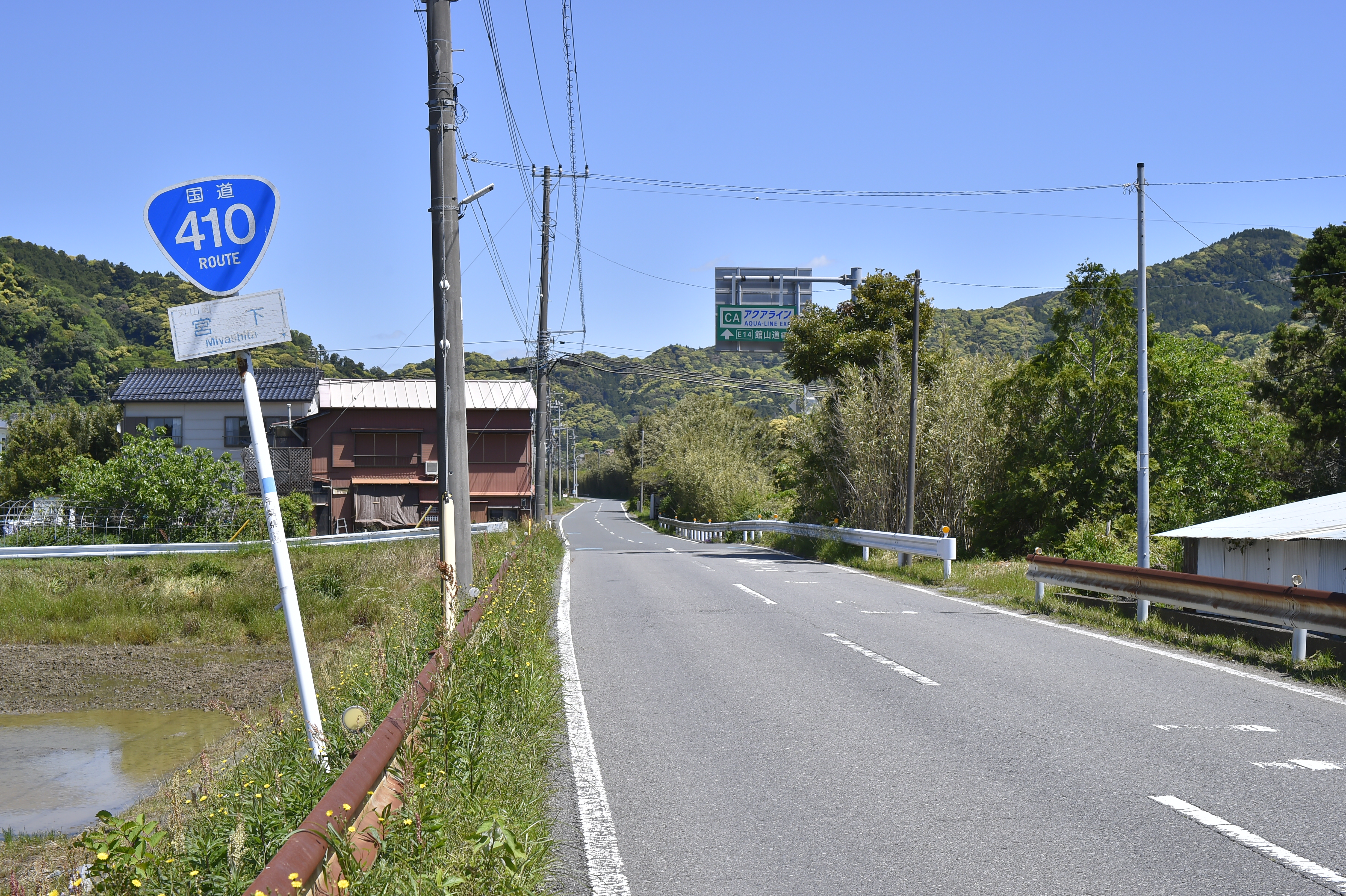
南房総市宮下（2023年5月）

### 通過する自治体
- 千葉県
  - 館山市 - 南房総市 - 鴨川市 - 君津市 - 木更津市- 袖ケ浦市 - 木更津市

### 交差する道路

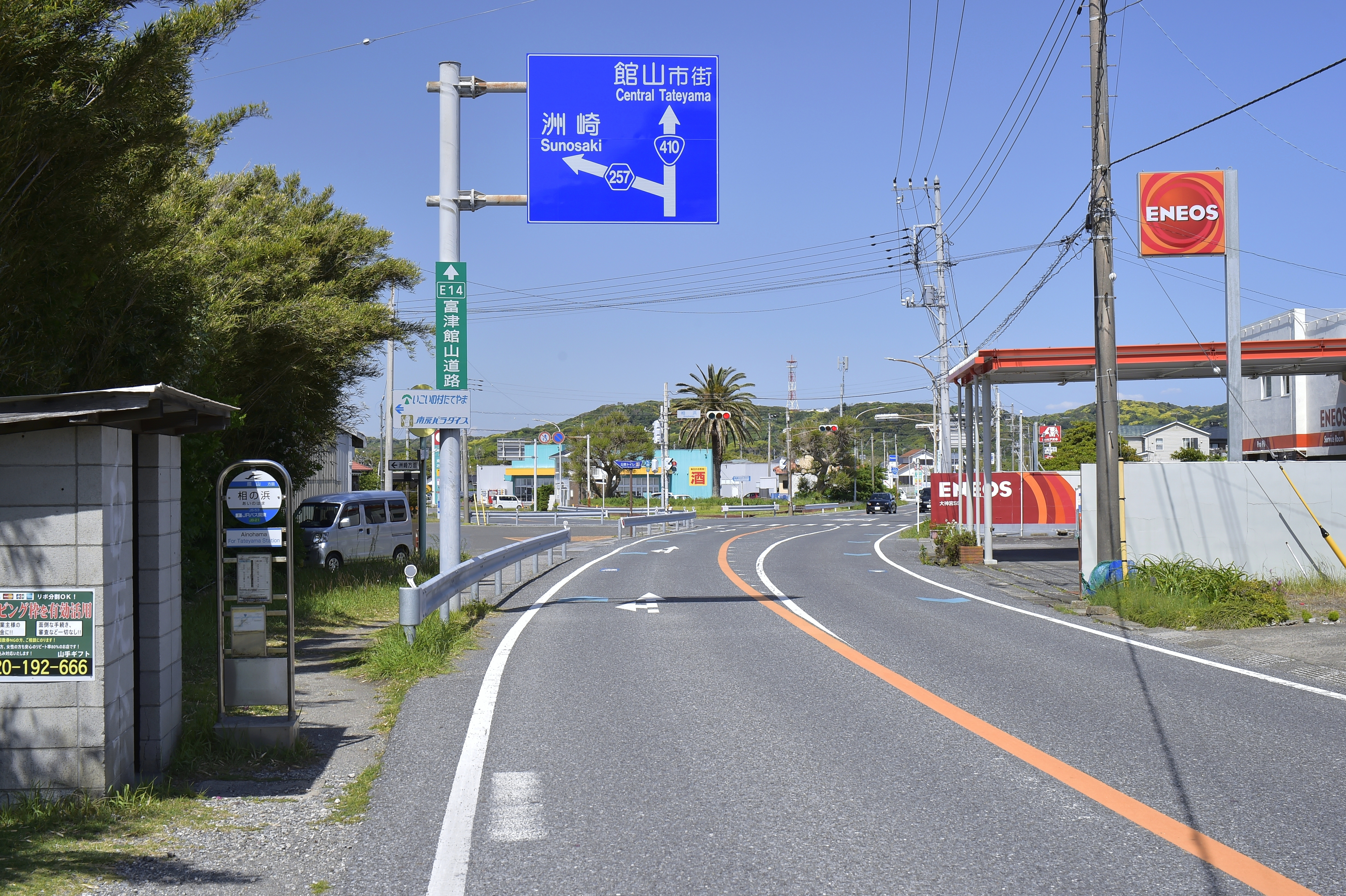
国道410号と千葉県道257号（房総フラワーライン）の交点（相浜交差点）

- 国道128号 外房黒潮ライン（千葉県館山市） - 北条交差点
- 千葉県道302号館山富浦線（千葉県館山市） - 北条交差点
- 千葉県道86号館山白浜線（千葉県館山市） - 潮留橋交差点
- 千葉県道250号館山港線（千葉県館山市） - 下町交差点
- 千葉県道257号南安房公園線 房総フラワーライン（千葉県館山市） - 下町交差点
- 千葉県道257号南安房公園線 房総フラワーライン（千葉県館山市） - 相浜交差点
- 千葉県道86号館山白浜線（千葉県南房総市） - 七島橋脇交差点
- 千葉県道187号館山千倉線（千葉県南房総市） - 千倉橋脇交差点
- 千葉県道297号和田丸山線 房総フラワーライン（千葉県南房総市） - 信号無交差点
- 国道128号 外房黒潮ライン（千葉県南房総市） - 安馬谷交差点
- 国道128号 外房黒潮ライン（千葉県南房総市） - 加茂交差点
- 千葉県道296号和田丸山館山線（千葉県南房総市） - 市場交差点
- 千葉県道89号鴨川富山線（千葉県南房総市） - 信号無交差点
- 千葉県道89号鴨川富山線（千葉県南房総市） - 信号無交差点
- 千葉県道34号鴨川保田線 長狭街道（千葉県鴨川市） - 長狭中学校前交差点
- 国道465号（千葉県君津市）- 信号無交差点
- 国道465号（千葉県君津市）- 信号無交差点
- 千葉県道24号千葉鴨川線（千葉県君津市）- 信号無交差点
- 千葉県道93号久留里鹿野山湊線（千葉県君津市） - 久留里交差点
- 千葉県道32号大多喜君津線（千葉県君津市） - 久留里交差点
- 千葉県道23号木更津末吉線（千葉県君津市） - 末吉交差点
- 首都圏中央連絡自動車道（圏央道）（千葉県木更津市）-（木更津東IC）
- 千葉県道167号馬来田停車場中川線（千葉県袖ケ浦市） - 真里谷交差点
- 国道409号 房総横断道路（千葉県袖ケ浦市） - 高谷交差点
- 千葉県道24号千葉鴨川線（千葉県袖ケ浦市） - 高谷交差点
- 千葉県道165号横田停車場上泉線（千葉県袖ケ浦市） - 信号無交差点
- 千葉県道167号馬来田停車場中川線（千葉県袖ケ浦市） - 信号無交差点
- 千葉県道145号長浦上総線（千葉県袖ケ浦市） - 横田上宿交差点
- 千葉県道146号木更津根形線（千葉県木更津市） - 十日市場交差点
- 国道16号長浦木更津バイパス（千葉県木更津市） - 16号長須賀交差点

### 鉄道との接点・近接点
- JR東日本内房線（館山駅） - 千葉県館山市、第九館山街道踏切
- JR東日本内房線（千歳駅） - 千葉県南房総市、安馬谷踏切
- JR東日本久留里線（上総松丘駅 - 木更津駅） - 千葉県君津市 - 千葉県木更津市

### 沿線
周辺の山
- 愛宕山（標高408 m、千葉県最高地点）
- 高宕山

周辺の湖、ダム
- 安房中央ダム（千葉県南房総市）
- 豊英ダム（千葉県君津市）
- 三島ダム（千葉県君津市）